# Paragutzlaffia
Paragutzlaffia là chi thực vật có hoa trong họ Acanthaceae.